# Тур де Франс 1903
Тур де Франс 1903 — дебютная супервеломногодневка по дорогам Франции. За 19 первых дней июля прошли 6 этапов, половину из которых выиграл победитель итогового зачёта Морис Гарен.

## История
Как многие другие велогонки, Тур де Франс был организован спортивной газетой. В начале XX века борьбу за звание самой популярной велосипедной газеты Франции вели «Le Vélo» и созданная ей в противовес «L'Auto-Vélo», предшественница «L'Équipe». Конкуренция распространялась на организованные этими газетами велогонки. В январе 1903 года «Le Vélo» через суд добилась исключения из названия конкурента слова «Vélo», однако за 2 месяца до этого редакторы «L'Auto» решили создать новую уникальную гонку, что в итоге помогло им одержать победу. Родоначальником Тур де Франс считается главный редактор «L'Auto» и бывший велогонщик Анри Дегранж. Дегранж решил организовать тяжелейшую гонку по дорогам всей страны, с маршрутом, образующим подобие правильного шестиугольника, похожего на форму метрополии. Каждая из сторон этой фигуры должна была преодолеваться за один этап, этапы обычно разделялись несколькими днями отдыха. Спонсоры газеты обеспечили призовой фонд в 20 тысяч франков. Чтобы привлечь внимание гонщиков, им было обещано довольствие в размере пяти франков за каждый гоночный день.
1 июля 1903 года на старт в пригородном для Парижа Монжероне (местные власти запретили старт в столице) вышли 60 велосипедистов: 50 французов, 4 швейцарцев, 3 бельгийцев, 2 немца и итальянец. Главными фаворитами считались  Морис Гарен и Ипполит Окутюрье. Гарен выиграл первый этап до Лиона, в то время как Окутюрье на сумел добраться до финиша. Однако правила разрешали сошедшему на предыдущем этапе гонщику стартовать на следующем, хотя он исключался из общего зачёта. Это позволило Окутюрье добиться побед на 2-м и 3-м этапе. Из шести этапов лишь второй мог внести разнообразие в равнинный профиль, он включал промежуточную 1161-метровую гору Коль де ла Републик. На 4-м этапе гегемонию хозяев нарушил швейцарец Шарль Лесер, выигравший этап до Бордо. Удерживающий лидерство после первого этапа Гарен доказал своё превосходство на последних двух этапах. Морис выиграл почти 3 часа у ставшего вторым Люсьена Потье, что стало максимальным преимуществом в истории гонки. Его призовые составили 6075 франков, в том числе 3000 за победу в общем зачёте. До финиша добрался 21 из стартовавших гонщиков, последний из них, Арсен Миллошо, получил утешительный приз, «красный фонарь». «L'Auto» смогла многократно увеличить свой тираж, что привело к закрытию «Le Vélo» в 1904 году.

## Результаты

### Этапы
| Этап | Дата    | Маршрут        | Тип          | Длина, км. | Победитель             | Лидер гонки |
| ---- | ------- | -------------- | ------------ | ---------- | ---------------------- | ----------- |
| 1    | 1 июля  | Париж-Лион     | Равнинный    | 467        | Морис Гарен (FRA)      | Морис Гарен |
| 2    | 5 июля  | Лион-Марсель   | Среднегорный | 374        | Ипполит Окутюрье (FRA) | Морис Гарен |
| 3    | 8 июля  | Марсель-Тулуза | Равнинный    | 423        | Ипполит Окутюрье       | Морис Гарен |
| 4    | 12 июля | Тулуза-Бордо   | Равнинный    | 268        | Шарль Лесер (SUI)      | Морис Гарен |
| 5    | 13 июля | Бордо-Нант     | Равнинный    | 425        | Морис Гарен            | Морис Гарен |
| 6    | 18 июля | Нант-Париж     | Равнинный    | 471        | Морис Гарен            | Морис Гарен |

### Итоговый зачёт
| №  | Гонщик                | Спонсор      | Время        |
| -- | --------------------- | ------------ | ------------ |
| 1  | Морис Гарен (FRA)     | La Francaise | 94h 33' 14"  |
| 2  | Люсьен Потье (FRA)    | La Francaise | +2ч 59' 21"  |
| 3  | Фернан Ожеро (FRA)    | La Francaise | +4ч 29' 24"  |
| 4  | Родольфо Мюллер (ITA) | La Francaise | +4ч 39' 30"  |
| 5  | Жан Фишер (FRA)       | La Francaise | +4ч 58' 44"  |
| 6  | Марсель Керфф (BEL)   | —            | +5ч 52' 24"  |
| 7  | Жульен Лотенс (BEL)   | Brennabor    | +8ч 31' 08"  |
| 8  | Жорж Паскье (FRA)     | La Francaise | +10ч 24' 04" |
| 9  | Франсуа Божендр (FRA) | —            | +10ч 52' 14" |
| 10 | Алоис Катто (BEL)     | La Francaise | +12ч 44' 57" |